# Tetanops sintenisi
Tetanops sintenisi is een vliegensoort uit de familie van de prachtvliegen (Ulidiidae). De wetenschappelijke naam van de soort is voor het eerst geldig gepubliceerd in 1909 door Becker. Het komt ook voor en Nederland.